# Dasyhelea omoxantha
Dasyhelea omoxantha är en tvåvingeart som beskrevs av Ingram och John William Scott Macfie 1922. Dasyhelea omoxantha ingår i släktet Dasyhelea och familjen svidknott.
Artens utbredningsområde är Nigeria. Inga underarter finns listade i Catalogue of Life.